# Friedrich Mann (Pädagoge, 1825)

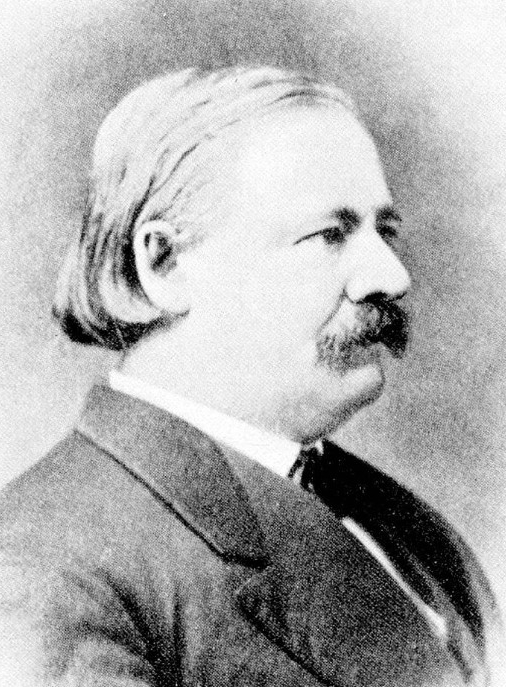
Friedrich Mann

Friedrich Mann (* 26. Juni 1825 in Schwabach; † 15. März 1906 in Würzburg) war ein deutscher Lehrer.

## Leben und Werk
Friedrich Mann wuchs in einfachen Verhältnissen auf und machte 1844 sein Staatsexamen in Mathematik und Physik an der Universität München. Anschließend war er in Nürnberg Assistent bei Georg Simon Ohm. Drei Jahre später war er in Biebrich am Rhein und unterrichtete an der neu gegründeten Realschule. Während der Märzrevolution war er politisch aktiv und hielt in Biebrich eine „Freiheitsrede“.
Mann emigrierte 1850 nach Zürich und verdiente seinen Lebensunterhalt mit Privatstunden und Schriftstellerei. 1851 publizierte er die sozialistische Novelle Die Macht der Arbeit. 1852 war er Sekundarlehrer in Fischenthal. Manns Anliegen war, Naturwissenschaften und Pädagogik zu verbinden. So schrieb er in dieser Zeit die „Naturwissenschaftlich-pädagogischen Briefe“. Ab Herbst 1853 lehrte er als Professor für Mathematik und Physik an der neugegründeten Kantonsschule Frauenfeld im Kanton Thurgau. Als Rektor wirkte er an der Schule von 1862 bis 1868 und von 1870 bis 1872. Er verfasste zahlreiche Schriften und war später der Sekundarschulinspektor von Frauenfeld.
1854 heiratete er Ida, geborene Sulzberger, und gründete in Holzhof bei Leutmerken mit Gleichgesinnten die Thurgauische Naturforschende Gesellschaft. Er wurde deren erster Vizepräsident, von 1858 bis 1872 war er Präsident der Gesellschaft. 1859 wurde er Bürger von Frauenfeld.
1872 kehrte Mann nach Deutschland zurück und übernahm das Rektorat an der Gewerbeschule in Kitzingen und 1876 die Leitung der Kreisgewerbeschule in Würzburg. Er wurde Hofrat und 1899 Ehrendoktor der Universität Würzburg. 1890 schrieb er eine Publikation über Georg Simon Ohm, der für ihn zeitlebens ein großes Vorbild war.

## Veröffentlichungen
- Das Erziehungswesen in der Schweiz, unter Mitwirkung mehrerer schweizerischer Schulmänner dargest. von Heinrich Grunholzer und Friedrich Mann. Bern 1854. (Digitalisat)
- Georg Simon Ohm. Beiträge zum Charakterbild des grossen Physikers. Deichert, Erlangen 1890.
- Die logischen Grundoperationen der Mathematik. Ein Repetitionsmittel für obere Gymnasial- u. Realschulklassen. Deichert, Erlangen 1895.
- Aus der Mathematik in die Logik. Beitrag zur Propädeutik der Philosophie. Deichert, Leipzig 1906.